# Kurganěc-25

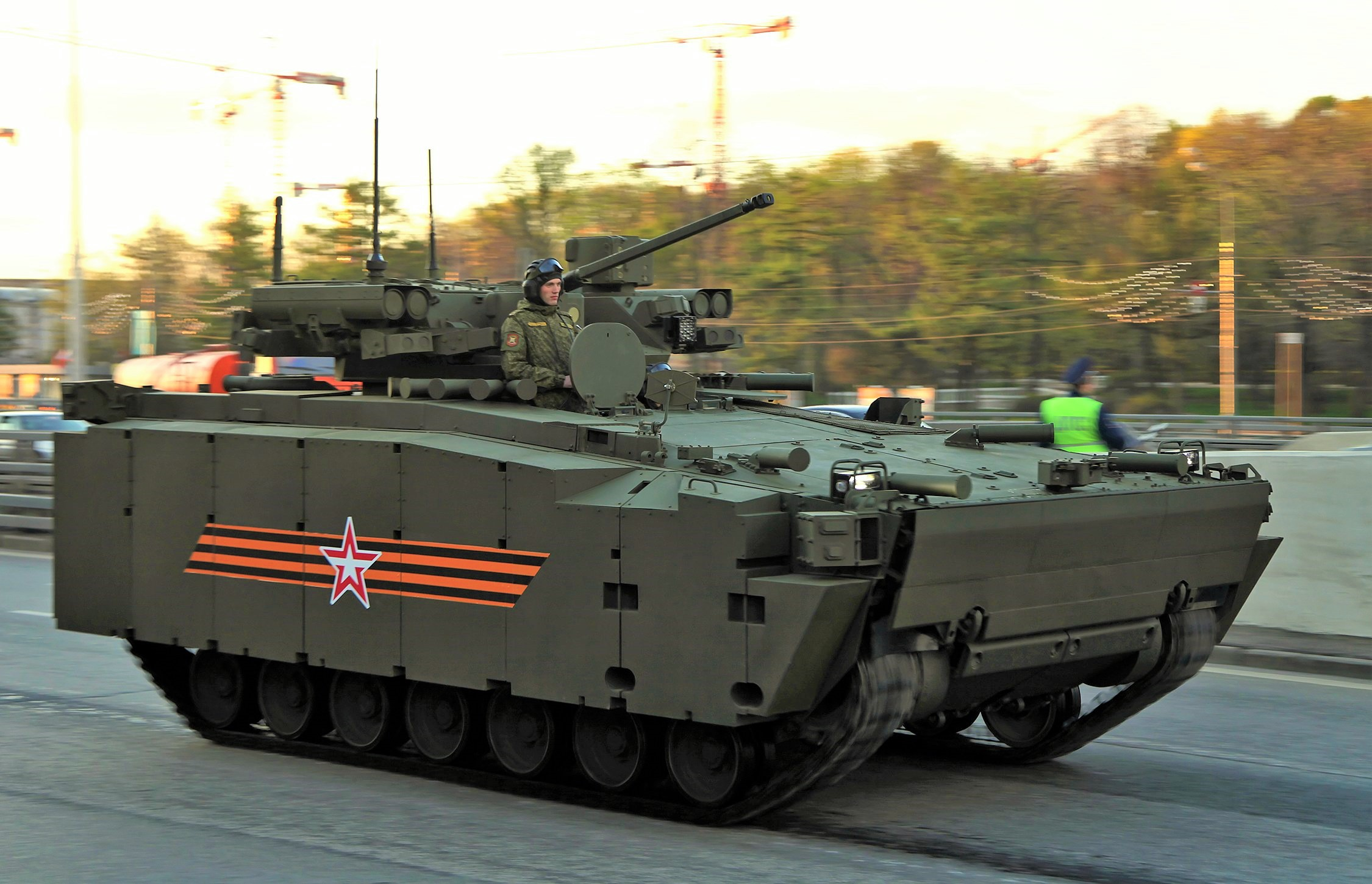
Kurganěc-25 BVP

Kurganěc-25 je ruské pásové obrněné bojové vozidlo pěchoty. Měl by v Ruské armádě nahradit vozidla řady BMP a MT-LB. Existuje ve dvou základních verzích – BVP a obrněný transportér. Poprvé měl být představen 9. května 2015 při přehlídce ke Dni vítězství na Rudém náměstí.

## Vývoj

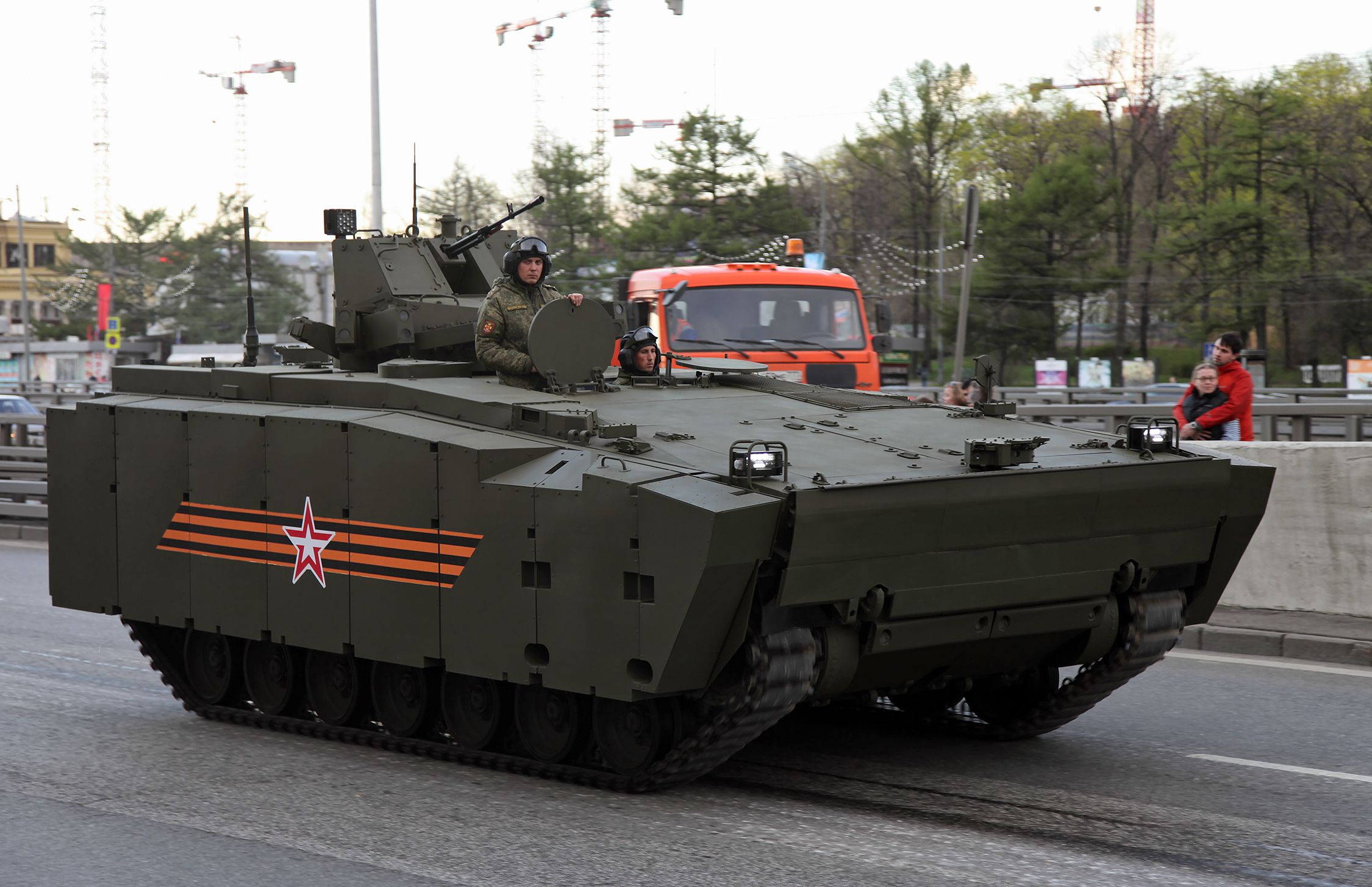
Kurganěc-25 APC

Vozidlo začalo být vyvíjeno přibližně v roce 2010 společně s tankem Armata a kolovým transportérem Bumerang. Úkolem vozidla je nahradit především již dosluhující vozidla řady BMP a také obrněné transportéry MT-LB. Zařazeno do výzbroje by mělo být asi v roce 2017.

## Popis
Kurganěc-25 váží přibližně 25 tun, max. rychlost je 80 km/h a dojezd 500 km. Posádku vozidla tvoří 3 lidé a 8 vojáků v prostoru výsadku. Vozidlo je plně obojživelné. Hlavní výzbroj ve verzi BVP tvoří 30mm kanon 2A42 a 4 střely Kornet. Ve verzi obrněného transportéru je vozidlo vyzbrojeno zřejmě kulometem či granátometem.

## Verze
- Kurganěc-25 BVP: bojové vozidlo pěchoty na podvozku Kurganěc-25
- Kurganěc-25 OT: obrněný transportér na podvozku Kurganěc-25